# MPEG-4 Parte 14
MPEG-4 Parte 14 (MP4) es un moderno formato contenedor especificado como parte del estándar internacional MPEG-4 de ISO/IEC. Utilizado para almacenar los formatos audiovisuales especificados por ISO/IEC y el grupo MPEG (Moving Picture Experts Group) al igual que otros formatos audiovisuales disponibles. Se utiliza típicamente para almacenar datos en archivos para ordenadores, para transmitir flujos audiovisuales y, probablemente, en muchas otras formas.

## Características técnicas
El formato AAC corresponde al estándar internacional "ISO/IEC 13818-7" como una extensión de MPEG-2: un estándar creado por MPEG (Moving Pictures Expert Group).
El algoritmo que utiliza para comprimir los archivos tiene un rendimiento superior al del MP3, y produce una mejor calidad en los archivos pequeños con respecto a los codificados en mp3. El mp4 requiere menos recursos del sistema para codificar y decodificar. Los archivos comprimidos con este formato son, al final, más pequeños que los archivos MP3 de calidad equivalente. A su vez, el archivo equivalente codificado con matroska y OGG vorbis es más ligero que aquel codificado en m4a (mp4).
El método de codificación adapta el número de bits utilizados por segundo para codificar datos de audio utilizando una "codificación variable de la frecuencia de bits" (VBR), en función de la complejidad de la transmisión del audio en un momento determinado. 
A diferencia de los dos canales (estéreo) que como máximo puede admitir el formato MP3, los formatos AAC permiten sonidos polifónicos con un máximo de 48 canales. El formato AAC también ofrece frecuencias de muestreo que varían de 8 Hz a 96 kHz en contraposición con las frecuencias de mp3 que varían de 16 a 48 kHz.

## Generalidades
Como el formato MP3, el formato AAC aplica una forma de compresión que reduce algunos de los datos de audio, y que se denomina "compresión con pérdidas". Esto quiere decir que se eliminan algunos de los datos de audio, por ejemplo las frecuencias inaudibles para los seres humanos, de manera que se pueda obtener un mayor grado de reducción del tamaño de archivo, aunque ese archivo resultante suena igual al original, en la práctica.
MPEG-4 Parte 14 son archivos AAC que tienen la extensión .mp4 (para MPEG-4), m4a (para MPEG-4 Audio) o m4p, para MPEG-4 protegido. "M4A" (aunque en un principio M4A era el nombre empleado solo para archivos de sonido) o formato de fichero MP4, formalmente ISO/IEC 14496-14:2003, es un formato estándar de Contenedor multimedia. Más conocido como M4A por las extensiones .m4a y .m4p. No confundir con el reproductor MP4. Es un formato contenedor especificado como parte del estándar IEC. Se utiliza para almacenar los formatos audiovisuales especificados por ISO/IEC y el grupo MPEG (Moving Picture Experts Group) al igual que otros formatos audiovisuales disponibles. Se utiliza típicamente para almacenar datos en archivos para ordenadores, para transmitir flujos audiovisuales y, probablemente, en muchas otras formas. 
Comúnmente utilizado para combinación de contenido de audio digital y vídeo digital, especialmente aquellos definidos por MPEG, pero también puede ser utilizado para combinar muchos más tipos de contenido multimedia, tales como audio múltiple, vídeos, subtítulos e imágenes fijas o con vitraje de velocidad variable o con velocidad variable de bits, frecuencia variable de muestreo, también puede combinar un contenido avanzado distinto denominado oficialmente "Rich Media" o “BIFS”, con gráficos animados 2D y 3D, interactividad con el usuario, menús de DVD. 
Estos tipos de contenido no pueden ser combinados con AVI, con ser y todo AVI un contenedor más popular, al ser anterior y estar más extendido entre los usuarios. Igual que la mayoría de los formatos modernos, MPEG-4 permite streaming a través de Internet. Se utiliza un track separado de referencia para incluir información sobre streaming en el archivo.La extensión ".m4a" ha sido popularizada por Apple, quien inició el uso de la extensión ".m4a" en su software "iTunes" para distinguir entre archivos MPEG-4 de audio y vídeo (M4A y M4V respectivamente). Aunque en un principio M4A era el nombre empleado solo para archivos de sonido, esta denominación adquirió popularidad por ser empleada por la empresa Apple para sus productos de la línea Ipod, Iphone... Actualmente la mayoría del software que soporta el estándar MPEG-4 reproduce archivos con la extensión ".m4a". La mayoría de los archivos ".m4a" disponibles han sido creados usando el formato AAC, pero otros archivos en formatos como Apple Lossless y ".mp3" pueden ser incluidos en un archivo ".m4a".
Normalmente se puede cambiar de manera segura la extensión de los archivos de audio ".mp4" a ".m4a" y viceversa, pero no así a ".mp3" ya que para poder ser reproducidos en un reproductor de audio, este necesariamente debe tener la capacidad para descodificar el formato que está contenido en el fichero ".mp4" que generalmente está codificado en MPEG-4 AAC e incompatible con la codificación y descodificación de MPEG-1 Layer 3 para el ".mp3".
MPEG-4 es una serie de códecs y estándares internacionales de vídeo, audio y datos creado especialmente para la web. Está formado por una serie algoritmos de compresión que codifica datos, audio y vídeo optimizando su calidad de almacenamiento, codificación y distribución en redes. Con las cámaras de hoy se integra, captura y codifica en una sola acción, lo que optimiza la potencialidad del usuario para emitir.
*.mp4 permite transmitir flujos sobre Internet. También permite enviar combinaciones de flujos de audio, vídeo y texto coordinado de forma consolidada. El punto de partida para este formato fue el formato de archivo de QuickTime de Apple. En la actualidad *.mp4 se ha visto enriquecido en formas muy variadas de manera que ya no se podría afirmar que son el mismo formato.
*.mp4 se utiliza con frecuencia como alternativa a *.mp3 en el iPod y en iTunes. La calidad del codec AAC que se almacena en *.mp4 es mayor que la de MPEG-1 Audio Layer 3, pero su utilización no es actualmente tan amplia como la de *.mp3.
Es lógico que los archivos comprimidos con el formato  MPEG-4 Parte 14 sean al final de mayor tamaño que los archivos equivalentes codificados con matroska y OGG vorbis de calidad equivalente. Además de la evolución técnica producida hasta la aparición del formato matroska por ejemplo, o las ventajas de cada uno de los sistemas de codificación, hay que añadir que estos formatos alternativos no necesitan incluir en su archivo resultante los datos identificativos para la validación del copyright.[cita requerida]

## Compatibilidad
Es posible enviar prácticamente cualquier tipo de datos dentro de archivos *.mp4 por medio de los llamados flujos privados, pero los formatos recomendados, por razones de compatibilidad son::
- Vídeo: MPEG-4, MPEG-2 y MPEG-1
- Audio: MPEG-4 AAC, MP3, MP2, MPEG-1 Part 3, MPEG-2 Part 3, CELP (voz), TwinVQ (tasas de bit muy bajas), SAOL (midi)
- Imágenes: JPEG, PNG
- Subtítulos: MPEG-4 Timed Text, o el formato de texto xmt/bt (significa que los subtítulos tienen que ser traducidos en xmt/bt)
- Systems: Permite animación, interactividad y menús al estilo DVD

Estas son algunas de las extensiones utilizadas en archivos que contienen datos en el formato *.mp4:
- .mp4: extensión oficial para audio, vídeo y contenidos avanzados (ver más abajo)
- .m4a: Solo para archivos de audio; los archivos pueden ser renombrados como .mp4, si bien no todos los expertos recomiendan esto.
- .m4p: FairPlay archivos protegidos
- .m4v: sólo vídeo (algunas veces se utiliza para flujos mpeg-4 de vídeo no especificados en la definición del formato)
- .3gp, .3g2: utilizados por la telefonía móvil 3G, también puede almacenar contenido no directamente especificados en la definición de .mp4 (H.263, AMR, TX3G)

El formato Ogg Vorbis no es compatible con el formato MP3, pero si lo es con MPEG-4 Parte 14. Esto significa que el usuario tiene que utilizar un reproductor de audio que admita el formato o instalar un codec específico para reproducir los archivos Ogg Vorbis. La diferencia principal entre MPEG-4 Parte 14 y Ogg Vorbis, es que el formato MPEG-4 Parte 14 fue diseñado para salvaguardar los derechos de los dueños del copyright y evitar que se distribuyan sus contenidos ilegalmente. El formato m4a de audio MPEG-4 Parte 14 de AAC a diferencia del formato OGG, permite incluir legalmente la protección de los derechos de autor, aquellos archivos de audio sin autorización, que tengan protección anticopia no funcionarán en ningún reproductor de tipo AAC. Por ejemplo, los archivos m4a para iPod del software iTunes aunque son compatibles para la reproducción en la Nintendo DSi, no se les permite su ejecución, porque no está autorizada.
Sin embargo, cada vez son más los programas de audio que pueden reproducir los archivos Ogg Vorbis, y la mayoría de los dispositivos hardware de reproducción de MP3 actuales admiten este formato.